# Isaac Rice
Isaac Leopold Rice (Wachenheim, 22 febbraio 1850 – New York, 2 novembre 1915) è stato un imprenditore e mecenate statunitense.
Nato in Germania, nel 1856 emigrò con la famiglia negli Stati Uniti, stabilendosi a Filadelfia. 
Studiò alla Central High School di Filadelfia e all'età di 19 anni andò a Parigi, dove studiò musica per tre anni. Nel 1869 tornò in America, laureandosi in legge nel 1889 alla Columbia University. 
Per i successivi dieci anni lavorò come avvocato. Nell'esercizio della sua professione si rese conto dell'importanza sempre crescente delle ferrovie negli Stati Uniti. Diventò uno dei maggiori specialisti in questioni legali ferroviarie e investì notevoli somme in varie società  di quel settore, tra cui la "Philadelphia and Reading Railroad".
Negli anni 1890 pensò di diversificare i suoi investimenti in società con un forte potenziale di sviluppo. Nel 1892 acquisì, assieme a William W.  Griscom, la proprietà della "Electro-Dynamic Company". Nel 1897 fu eletto presidente della società "Electric Storage Battery". Nel 1899 acquistò la  "Holland Torpedo Boat Company", una ditta costruttrice di sottomarini fondata da John P. Holland, cambiandone nome in Electric Boat Company. Nello stesso anno la United States Navy acquistò il primo sottomarino costruito dalla ditta, lo "Holland VI", poi rinominato USS Holland (SS-1). 
Durante la prima guerra mondiale la Electric Boat Company e sue affiliate (in particolare la Elco) costruirono 85 sottomarini per la U.S Navy, oltre a 580 lance motorizzate per la British Royal Navy. La Electric Boat Company è stata una delle principali società fondatrici, nel 1952, della General Dynamics Corporation. 
Nel 1885 si sposò con Julia Hyneman Barnett, dalla quale ebbe sei figli.  

## Mecenate degli scacchi
Isaac Rice era un appassionato di scacchi ed è considerato una figura di primo piano nella storia degli scacchi a stelle e strisce. Fu presidente del Manhattan Chess Club, al quale elargì notevoli somme, dal 1895 al 1914. Finanziò diversi eventi scacchistici dell'epoca, tra cui i match annuali  giocati per via telematica tra le università di Oxford e Cambridge, rappresentanti l'Inghilterra, e le università di  Harvard, Yale, Princeton e Columbia, rappresentanti gli Stati Uniti. Fu anche tra i principali finanziatori del fortissimo torneo di Cambridge Springs 1904 (vinto da Frank Marshall).   
Nel 1895 scoprì una continuazione del gambetto Kieseritzky, una delle varianti principali del gambetto di re accettato, che poi divenne nota come "gambetto Rice" . Organizzò diversi tornei tematici in cui la posizione di partenza era quella del gambetto Rice, a cui parteciparono diversi campioni dell'epoca, tra cui Emanuel Lasker e Michail Čigorin. Il più importante di tali tornei è stato il torneo di Montecarlo 1904 (vinto alla pari da Frank Marshall e Rudolf Swideriski).
Un anno dopo la sua morte venne organizzato, a spese della vedova, il torneo "Rice Memorial 1916", che si giocò a New York nei locali del Manhattan Chess Club e fu vinto da José Raúl Capablanca con 14/17. 